# Annie (1982)
Annie ist eine US-amerikanische Musicalverfilmung aus dem Jahr 1982. Der Film basiert auf dem gleichnamigen Musical Annie von 1977, welches wiederum auf dem Comic Little Orphan Annie von Harold Gray basiert.

## Handlung
Die fürsorgliche und freundlich-naive Annie wohnt im Waisenhaus für Mädchen in der Hudson Street. Während sie sich rührend um ihre kleine Freundin Molly kümmert und es auch immer mal wieder Streitigkeiten unter den Mädchen gibt, ist es doch die niederträchtige, herrische Leiterin des Hauses, Agatha Hannigan, vor der sich die Mädchen am meisten fürchten, weswegen Annie während einer Strafaktion Hannigans versucht zu fliehen. Doch nach einigen Stunden in der Freiheit wird sie von der Polizei geschnappt und zurückgebracht. Aber mit Grace Farrell, der persönlichen Assistentin des Milliardärs Oliver Warbucks, steht bereits die erhoffte Freiheit vor der Tür. Grace sucht ein Waisenkind, das eine Woche lang auf dem riesigen Anwesen Warbucks wohnen soll. Trotz Hannigans Widerwillen nimmt sie Annie mit. Und die fühlt sich absolut wohl in diesem gigantischen Haus, bis der miesepetrige und garstige Oliver Warbucks erscheint. Ihm gefällt es gar nicht, dass ein Kind nun sein Heim teilt, auch wenn dies alles zum Wohle einer Kampagne ist, sein öffentliches Image aufzubessern.
Aber Annie fühlt sich in diesem gigantischen Haus alleine, sodass sie die Nähe zu dem geschäftstüchtigen Warbucks sucht. Doch selbst nachdem sie und ihr Hund Sandy einen Bombenanschlag auf Warbucks verhindern, will der nichts von ihr wissen und lieber Geld verdienen. Erst nach einigen Tagen zeigt er Interesse, Annie aufzuheitern, weswegen er einem gemeinsamen Kinobesuch mit Grace, ihm und Annie zustimmt. Sie schauen sich mit Die Kameliendame einen Liebesfilm an, bei dem Grace und Warbucks sich näherkommen, und Annie einschläft. Warbucks entdeckt auch, wie fürsorglich sich Grace um Annie kümmert, sodass er ihrem Gesuch zustimmt, Annie dauerhaft zu adoptieren. Aber nachdem Warbucks mit Nachdruck von Mrs. Hannigan eine Adoption erzwungen hat, ist er überrascht, dass Annie gar nicht seine Tochter sein will. Sie wünscht sich lieber ihre eigentlichen Eltern zurück, die sie einst vor über zehn Jahren mit einer Hälfte eines Medaillons und dem Versprechen, dass sie bald zurückkehren werden, im Waisenhaus zurückließen. Dieser Wunsch erweicht Warbucks Herz, der nun eine landesweite Suche mit einer Belohnung von 50.000 US-Dollar ausrufen lässt.
Angesichts der vielen Anrufe offensichtlich falscher Eltern ist Grace entsetzt und enttäuscht, dass es so viele habgierige und unehrliche Menschen gibt, die für das Geld lügen und betrügen würden. Annie ist zwar vorerst sicher vor diesen falschen Eltern, von denen niemand um den Anhänger wusste, aber inzwischen hat sich das Gaunerpärchen Rooster „Gockel“ Hannigan und Lily bei Mrs. Hannigan eingefunden, die die beiden mit den letzten Habseligkeiten von Annies Eltern, die Jahre zuvor verstarben, versorgt. Mithilfe der anderen Hälfte des Anhängers können sie dem skeptischen Warbucks beweisen, dass sie Annies Eltern sind, wodurch dieser die Belohnung zahlt und Annie schweren Herzens ziehen lässt. Bei der Abfahrt erkennt Annie, dass sie entführt wurde, und glaubt den Hannigans nun ausgeliefert zu sein, doch Annies Freundinnen, die Waisenkinder um Molly, haben sich längst auf dem Weg gemacht, um Warbucks zu warnen. Dieser startet sofort eine groß angelegte Suchaktion und findet sie bald auf der Flucht vor ihren Entführern auf einer hochgezogenen Brücke, wo sie von Punjab gerettet wird. Nach der Rettung schließt er Grace und die nun endlich adoptierte Annie in sein Herz.

## Hintergrund

### Produktion
Der Produzent Ray Stark wollte unbedingt zwei Regisseure haben, so wurde John Huston für die Handlung und Joe Layton allein für die Choreografie engagiert. Die Szene mit dem Song „Easy Street“, den Carol Burnett, Tim Curry und Bernadette Peters aufführen sollten, wurde als die größte und teuerste im Film geplant. Eine spezielle Außenbühne, welche über 1 Mio. US-Dollar kostete, wurde für die einwöchige Drehzeit gebaut. Allerdings wurde die Szene später als „überladen“ empfunden, weswegen zwei Monate nach Drehende der Song bei einem Innendreh erneut aufgenommen wurde.
Über sechs Wochen wurde an der Monmouth University in New Jersey gedreht, wo dessen Hauptgebäude, die Wilson Hall, als Wohnsitz Warbucks diente. Als Drehort für die finale Verfolgungsszene, bei der Annie auf eine hochgezogene Brücke flieht, diente die NX Bridge in Newark, New Jersey, welche über den Passaic River reicht.

### Unterschiede zum Bühnenstück
Der größte Unterschied zwischen Bühnenstück und Film liegt in der Auswahl der Lieder. So wurden mit „Dumb Dog“, „Let's Go to the Movies“ (welcher „N.Y.C.“ ersetzte), „Sign“ und „We Got Annie“ vier neue Lieder ergänzt, während „We'd like to Thank You, Herbert Hoover“, „N.Y.C“, „You Won't Be an Orphan for Long“, „Something Was Missing“, „Annie“, und „A New Deal for Christmas“ wegfielen.
Im Bühnenstück werden Hannigan, Rooster und Lily bereits auf Warbucks Anwesen vom Secret Service, beim Versuch Annie zu entführen, gefangen genommen. Im Film hingegen wird Annie entführt und Warbucks organisiert eine große Suchaktion. Außerdem hat Hannigan plötzlich Mitleid mit Annie und sorgt sich um ihr Wohlergehen, weil sie Angst hat, ihr Bruder Rooster könnte sie auf der Flucht töten. Punjab rettet Annie anschließend mit dem Autocopter von der Brücke und es wird ein romantisches Interesse zwischen ihm und Hannigan auf der Abschlussfeier des Films angedeutet.
Punjab und Asp, Warbucks Angestellte, wurden aus der Comicvorlage für den Film als Nebenrollen wieder eingeführt. Und die Handlung wurde von Weihnachten auf den 4. Juli verschoben.

### Musicalnummern
1. „Tomorrow“ – Annie
2. „Maybe“ – Annie
3. „It’s the Hard Knock Life“ – Annie, Waisenkinder
4. „Dumb Dog“ – Annie
5. „Sandy“ – Annie, Waisenkinder
6. „I Think I’m Going To Like It Here“ – Grace, Annie, Warbucks Belegschaft
7. „Little Girls“ – Miss Hannigan
8. „Maybe“ – Pepper, July, Duffy, Tessie, Kate
9. „Let’s Go to the Movies“ – Annie, Warbucks, Grace, Chor
10. „We Got Annie“ – Grace, Mrs. Pugh, Punjab, Asp, Servants
11. „Sign“ – Warbucks, Miss Hannigan
12. „You’re Never Fully Dressed Without a Smile“ – Bert, Boylan Schwestern
13. „You’re Never Fully Dressed Without a Smile (Reprise)“ – Orphans
14. „Easy Street“ – Rooster, Lily, Miss Hannigan
15. „Tomorrow (White House Version)“ – Annie, Warbucks, Mrs. Roosevelt FDR
16. „Maybe (Reprise)“ – Warbucks
17. „Finale (I Don’t Need Anything But You / We Got Annie / Tomorrow)“ – Annie, Warbucks, Begleiter

## Kritiken
„Annie ist ein fast perfekter Varietéfilm. Er ist groß, bunt, leicht vulgär, manchmal langweilig und voller ungenutzter Talente. […] Annie ist weit davon entfernt ein guter Film zu sein, aber wie das Varieté zu seinen besten Zeiten, behauptet es sich makellos und versucht alles, dem Publikum sein Geld wert zu sein.“

„In der Kurzbeschreibung: Annie macht Spaß. Es hat viel Dynamik und Farbe, Tanz und Musik, Klang und Wut. Aber im speziellen hat er auch alle möglichen Probleme und ich glaube, dass die einzige Möglichkeit, den Film genießen zu können, darin liegt, diese einfach zu ignorieren.“

„Film-Musical nach dem Muster der 50er Jahre, leichtfüßig, perfekt inszeniert und choreographiert. Sympathische, kurzweilige Familienunterhaltung, die zugleich die formalen und inhaltlichen Klischees des Genres ironisch beleuchtet.“

## Auszeichnungen
- zwei Nominierungen bei der Oscarverleihung 1983 (Bestes Szenenbild, Beste Musik)
- drei Nominierungen bei Golden Globes 1983 (Aileen Quinn und Carol Burnett als Beste Hauptdarstellerinnen in einer Komödie oder Musical, Aileen Quinn als Beste Nachwuchsdarstellerin)
- eine Nominierung bei den British Academy Film Awards 1983 (Bester Song)
- eine Auszeichnung bei den Young Artist Awards 1983 (Beste Hauptdarstellerin in einem Spielfilm) und zwei Nominierungen (Beste Nebendarstellerin in einem Spielfilm, Bester Familienfilm)
- eine Auszeichnung bei der Verleihung der Goldenen Himbeere 1983 (Schlechteste Nebendarstellerin) und vier Nominierungen (Schlechtester Film, Schlechteste Regie, Schlechtestes Drehbuch, Schlechtester Newcomer)

## Veröffentlichung
Bei einem geschätzten Produktionsbudget von über 50 Mio. US-Dollar konnte der Film nach seinem Kinostart am 21. Mai 1982 allein in den USA über 57 Mio. US-Dollar an den Kinokassen einspielen. Nach seinem deutschen Kinostart am 17. Dezember 1982 wurde er von 1.011.726 Kinobesuchern gesehen. Seit dem 11. Januar 2001 ist der Film im deutschsprachigen Raum auf DVD erhältlich.

## Neuverfilmung
Im Januar 2014 kam eine Neuverfilmung in die Kinos. Will Gluck führte Regie. Die Rolle der Annie übernahm Quvenzhané Wallis, den zunächst hartherzigen Millionär namens Benjamin Stracks spielt Jamie Foxx. Die gesamte Handlung wurde modernisiert, die Grundidee und die Songs wurden weitgehend beibehalten.